# Malinowa (góra)
Malinowa (839 m n.p.m.), niem. Hoher Stein –  wzniesienie w południowo-zachodniej Polsce, w Sudetach Środkowych, w Górach Sowich.
Wzniesienie położone jest w południowo-wschodniej części Gór Sowich, po północno-zachodniej stronie od przełęczy pod Gołębią, na północny wschód od miejscowości Wolibórz.
Jest to kopulaste wzniesienie, o dość stromych zboczach, z niewyraźnie podkreślonym szczytem na długiej wąskiej powierzchni wierzchołkowej, wznoszące się we wschodniej części grzbietu głównego, między przełęczą pod Gołębią a przełęczą pod Szeroką.
Góra zbudowana jest z prekambryjskich paragnejsów i migmatytów. Na północno-zachodnim zboczu góry na poziomie 750–800 m n.p.m. znajduje się zespół gnejsowych skałek „Wysokie Skałki”.
Szczyt w całości pokryty jest lasem świerkowym regla dolnego, z domieszką buka.
Wzniesienie położone jest na Obszarze Chronionego Krajobrazu Gór Sowich i Bardzkich.

## Szlaki turystyczne
Przez wzniesienie przechodzą dwa szlaki turystyczne:
- fragment Głównego Szlaku Sudeckiego, który prowadzi partią grzbietową przez całe Góry Sowie,
- z Przełęczy Srebrnej na Przełęcz Woliborską.